# Sidney Buchman
Sidney Robert Buchman (* 27. März 1902 in Duluth, Minnesota, USA; † 23. August 1975 in Cannes, Alpes-Maritimes, Frankreich) war ein US-amerikanischer Drehbuchautor und Filmproduzent.

## Biografie
Geboren und aufgewachsen in Duluth, besuchte Buchman die University of Minnesota sowie die Columbia University, ehe er nach London zog, um im Old Vic als Assistenz des Bühnenmanagers zu arbeiten.
Nach seiner Rückkehr in die USA schrieb Buchman einige, kaum erfolgreiche Theaterstücke, bevor er 1930 nach Hollywood zog, um noch im selben Jahr als Drehbuchautor bei Paramount Pictures unter Vertrag genommen zu werden. 1934 wechselte Buchman zu Columbia Pictures, wo er zu einem der beliebtesten Autoren des Studiobosses, Harry Cohn, avancierte. Auch produzierte Buchman in dieser Zeit einige Filme, bis er 1942 zum Vizepräsidenten und später zum Vize-Produktionschef von Columbia befördert wurde. Auch übernahm Buchman zwischen 1941 und 1942 die Präsidentschaft der Screen Writers Guild.
Seine Karriere endete jedoch abrupt in der McCarthy-Ära, als er im September 1951 vor dem HUAC-Ausschuss zugab, von 1938 bis 1945 Mitglied der Kommunistischen Partei der USA gewesen zu sein, sich dann aber weigerte, einer Vorladung im Januar 1952 zu folgen. Buchman wurde am 13. März 1953 der Missachtung des Kongresses schuldig gesprochen. Er kam auf eine Schwarze Liste und verlor seinen Vertrag bei Columbia. Buchman konnte erst Anfang der 1960er Jahre wieder, in Europa, für die 20th Century Fox arbeiten, darunter 1963 an Cleopatra.
Er ließ sich in Europa zuletzt im französischen Cannes nieder, wo er 1975, im Alter von 73 Jahren, starb.
Er ist der Großvater der Drehbuchautorin Amanda Silver und des Schauspielers Michael B. Silver.

## Filmografie (Auswahl)
- 1932: Im Zeichen des Kreuzes (The Sign of the Cross)
- 1935: Sie heiratet den Chef (She Married her Boss)
- 1935: Love Me Forever
- 1936: Theodora wird wild (Theodora Goes Wild)
- 1936: The King Steps Out
- 1938: Die Schwester der Braut (Holiday)
- 1939: Mr. Smith geht nach Washington (Mr. Smith Goes to Washington)
- 1940: Urlaub vom Himmel (Here Comes Mr. Jordan)
- 1940: The Howards of Virginia
- 1942: Zeuge der Anklage (Talk of the Town)
- 1945: Polonaise (A Song to Remember)
- 1945: Over 21
- 1948: Opium (To the Ends of the Earth)
- 1949: Jolson Sings Again
- 1951: Ein Held für zwei Stunden (Saturday’s Hero)
- 1961: Gebrandmarkt (The Mark)
- 1963: Cleopatra
- 1966: Die Clique (The Group)
- 1971: Das Haus unter den Bäumen (La Maison sous les arbres)

## Auszeichnungen
Buchman war insgesamt viermal für den Oscar nominiert.
- 1940: Bestes adaptiertes Drehbuch: Mr. Smith geht nach Washington (Mr. Smith Goes To Washington)
- 1942: Bestes adaptiertes Drehbuch: Urlaub vom Himmel (Here Comes Mr. Jordan)
- 1943: Bestes adaptiertes Drehbuch: The Talk of the Town
- 1950: Bestes Originaldrehbuch: Jolson Sings Again

Zusammen mit Drehbuchautor Seton I. Miller gewann Buchman die Goldstatue: für Urlaub vom Himmel (Here Comes Mr. Jordan)
Weiters war Sidney Buchman für drei WGA Awards nominiert.